# Gramma melacara
Espèce
Gramma melacara, le Gramma impérial[réf. nécessaire] est une espèce de poissons Perciformes de la famille des Grammatidae.

## Répartition
Cette espèce se rencontre dans l'océan Atlantique Ouest, aux Caraïbes et aux Bahamas jusqu'à 180 m de profondeur, mais plus fréquemment entre 20 et 80 m. Elle est présente aux Bahamas, au Belize, en Colombie, au Costa Rica, à Cuba, au Curaçao, au Guatemala, en Haïti, au Honduras, aux Îles Caïmans, aux Îles Turques-et-Caïques, à la Jamaïque, au Mexique, au Nicaragua, au Panama, aux Pays-Bas caribéens, à Porto Rico et en République dominicaine.

## Description
Gramma melacara peut mesurer au maximum 10 cm de longueur totale. C'est une espèce solitaire.

## Alimentation
Gramma melacara se nourrit de petits crustacés et de planctons.

## Au zoo
- L'aquarium du palais de la Porte Dorée détient un petit groupe de Gramma melacara présentés au public (12/2014). Ils sont dans une grande cuve d'eau de mer en compagnie de plusieurs autres espèces (en décembre 2014). Ils sont aisément observables lors d'une promenade dans l'aquarium.

## Systématique
Le nom valide complet (avec auteur) de ce taxon est Gramma melacara Böhlke (d) & Randall, 1963.

## Étymologie
Son épithète spécifique, du grec ancien μέλας, mélas, « noir », et κάρα, kára, « tête », lui a été donnée en référence à la teinte noire de sa tête. 

## Publication originale
- (en) James E. Böhlke et John E. Randall, « The Fishes of the Western Atlantic Serranoid Genus Gramma », Proceedings of the Academy of Natural Sciences of Philadelphia, Philadelphie, Académie des sciences naturelles de Philadelphie, vol. 115, no 7,‎ 1963, p. 33-52 (ISSN 0097-3157 et 1938-5293, OCLC 1382862, JSTOR 4064554).